# Brestot
Brestot est une commune française située dans le département de l'Eure, en région Normandie.

## Géographie

### Localisation
| Étréville                                              | Éturqueraye                                 |               |
| Étréville, Cauverville-en-Roumois, Appeville-Annebault | Brestot                                     | Rougemontiers |
| Appeville-Annebault                                    | Appeville-Annebault, Illeville-sur-Montfort |               |

### Boisement
Une partie sud et, dans une moindre mesure, une partie ouest de la commune de Brestot est couverte par la forêt de Montfort.
En novembre 2015, le Conseil départemental de l'Eure a acquis 6 ha de terrains en friche ou agricoles, répartis sur quatre parcelles, et a conventionné avec l’Office national des forêts pour que celui-ci réalise des travaux de reboisement. Ces hectares, qui viennent agrandir la forêt de Montfort, seront, courant 2016, plantés de châtaigniers, de chênes, de charmes, d’aulnes de Corse, d’érables sycomores, d’alisiers et de cormiers.
Cette opération constitue l'une des mesures compensatoires à la construction de la déviation de Pont-de-l'Arche, dont le tracé avait nécessité d'empiéter sur 54 ha de la forêt domaniale de Bord. Le Département de l’Eure a été obligé de compenser trois fois plus et de réintroduire 163 ha de surfaces boisées, attenants à des forêts domaniales euroises.

### Hydrographie
La commune est située dans le bassin Seine-Normandie. Elle n'est drainée par aucun cours d'eau,.

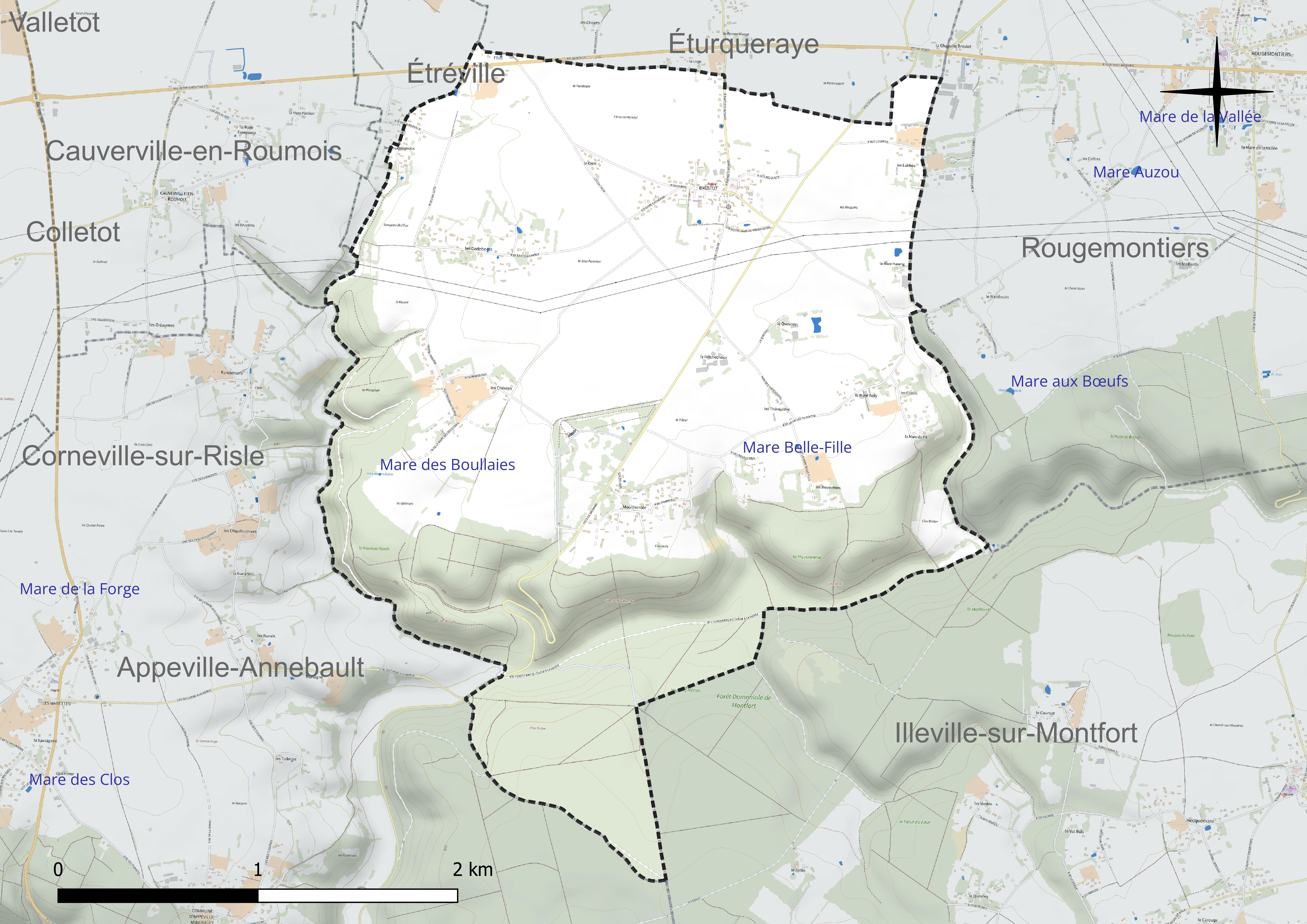
Réseau hydrographique de Brestot.

Deux plans d'eau complètent le réseau hydrographique : la mare Belle-Fille (0 ha) et la mare des Boullaies (0 ha),.

### Climat
Pour des articles plus généraux, voir Climat de la Normandie et Climat de l'Eure.
En 2010, le climat de la commune est de type climat océanique dégradé des plaines du Centre et du Nord, selon une étude du CNRS s'appuyant sur une série de données couvrant la période 1971-2000. En 2020, Météo-France publie une typologie des climats de la France métropolitaine dans laquelle la commune est exposée à un climat océanique et est dans la région climatique  Côtes de la Manche orientale, caractérisée par un faible ensoleillement (1 550 h/an) ; forte humidité de l’air (plus de 20 h/jour avec humidité relative > 80 % en hiver), vents forts fréquents. Parallèlement le GIEC normand, un groupe régional d’experts sur le climat, différencie quant à lui, dans une étude de 2020, trois grands types de climats pour la région Normandie, nuancés à une échelle plus fine par les facteurs géographiques locaux. La commune est, selon ce zonage, exposée à un « climat contrasté des collines », correspondant au Pays d’Auge, Lieuvin et Roumois, moins directement soumis aux flux océaniques et connaissant toutefois des précipitations assez marquées en raison des reliefs collinaires qui favorisent leur formation.
Pour la période 1971-2000, la température annuelle moyenne est de 10,5 °C, avec  une amplitude thermique annuelle de 13,8 °C. Le cumul annuel moyen de précipitations est de 835 mm, avec 12,8 jours de précipitations en janvier et 8,5 jours en juillet. Pour la période 1991-2020, la température moyenne annuelle observée sur la station météorologique la plus proche, située sur la commune de Jumièges à 13 km à vol d'oiseau, est de 12,2 °C et le cumul annuel moyen de précipitations est de 843,5 mm,. Pour l'avenir, les paramètres climatiques de la commune estimés pour 2050 selon différents scénarios d’émission de gaz à effet de serre sont consultables sur un site dédié publié par Météo-France en novembre 2022.

## Urbanisme

### Typologie
Au 1er janvier 2024, Brestot est catégorisée commune rurale à habitat dispersé, selon la nouvelle grille communale de densité à 7 niveaux définie par l'Insee en 2022.
Elle est située hors unité urbaine. Par ailleurs la commune fait partie de l'aire d'attraction de Rouen, dont elle est une commune de la couronne,. Cette aire, qui regroupe 317 communes, est catégorisée dans les aires de 200 000 à moins de 700 000 habitants,.

### Occupation des sols
L'occupation des sols de la commune, telle qu'elle ressort de la base de données européenne d’occupation biophysique des sols Corine Land Cover (CLC), est marquée par l'importance des territoires agricoles (69,4 % en 2018), une proportion sensiblement équivalente à celle de 1990 (69,6 %). La répartition détaillée en 2018 est la suivante : 
terres arables (40,8 %), forêts (30,6 %), prairies (23,8 %), zones agricoles hétérogènes (4,7 %). L'évolution de l’occupation des sols de la commune et de ses infrastructures peut être observée sur les différentes représentations cartographiques du territoire : la carte de Cassini (XVIIIe siècle), la carte d'état-major (1820-1866) et les cartes ou photos aériennes de l'IGN pour la période actuelle (1950 à aujourd'hui).

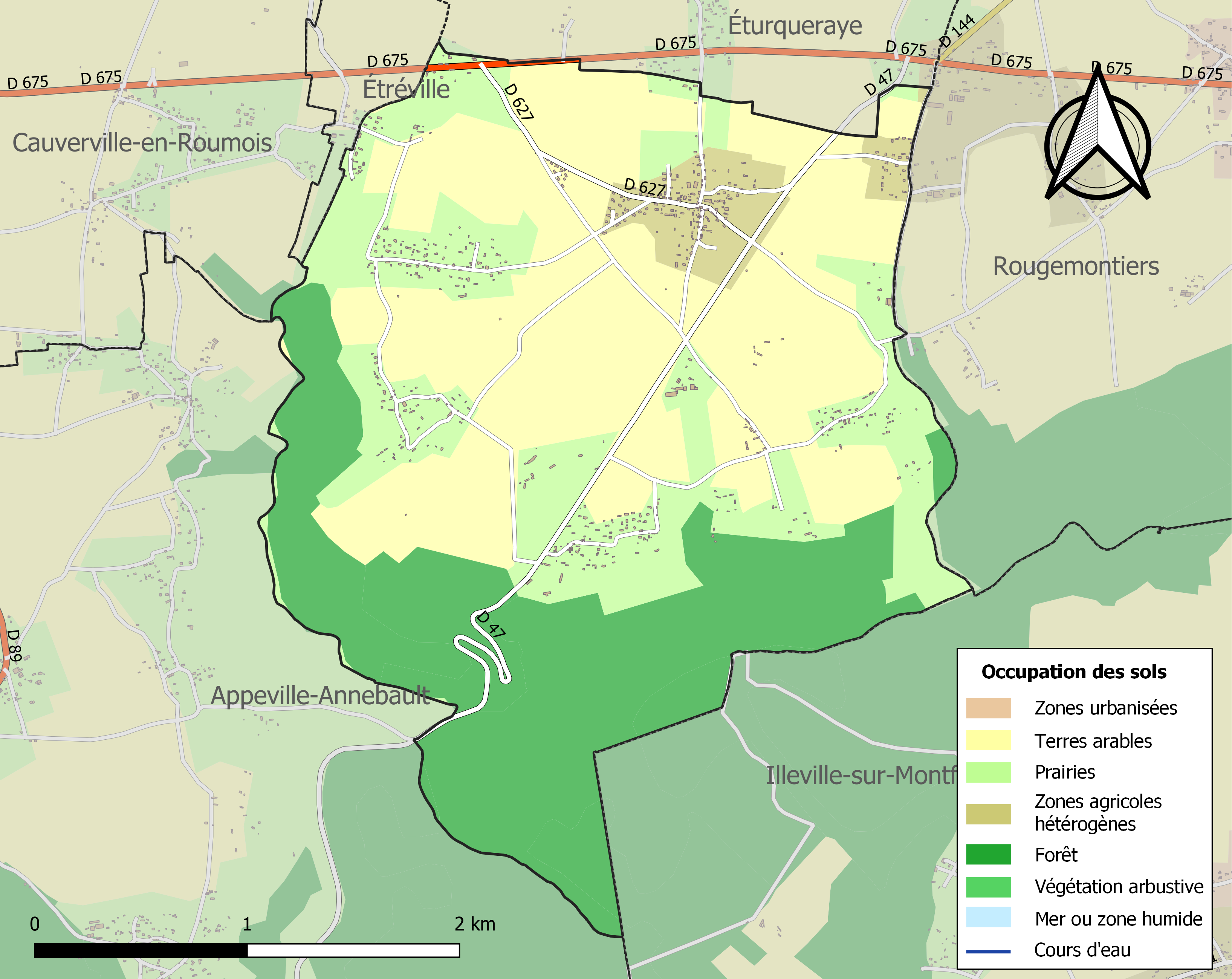
Carte des infrastructures et de l'occupation des sols de la commune en 2018 (CLC).

## Toponymie
Le nom de la localité est attesté sous les formes Bretot vers 1040; Breitot vers 1080 et au XIIe siècle (charte de Galeran de Meulan); Braetot en 1250 (cartulaire du Bec); Braistot en 1547 (Etat civil), on prononce « Brétô », sans articuler le s purement graphique, conformément à l'étymologie. Puis Bretot en 1722; Braietot en 1828.
Il s'agit d'une formation toponymique médiévale d'origine scandinave composée de l'adjectif norrois breiðr « grand, large » et topt « terrain avec habitation, ferme, propriété ». Homonymie avec Bratoft (Angleterre, Breitoft vers 1115).

## Politique et administration
| Période                                  | Période  | Identité                   | Étiquette | Qualité                              |
| ---------------------------------------- | -------- | -------------------------- | --------- | ------------------------------------ |
| Les données manquantes sont à compléter. |          |                            |           |                                      |
| 1943                                     | 1951 †   | Emmanuel de Lévis-Mirepoix |           | châtelain conseiller général en 1949 |
| Les données manquantes sont à compléter. |          |                            |           |                                      |
| mars 2001                                | 2014     | Thierry Mellot             |           |                                      |
| mars 2014                                | En cours | Jean-Michel Ollivier       | SE        | Ingénieur conseil                    |

## Démographie
L'évolution du nombre d'habitants est connue à travers les recensements de la population effectués dans la commune depuis 1793. Pour les communes de moins de 10 000 habitants, une enquête de recensement portant sur toute la population est réalisée tous les cinq ans, les populations de référence des années intermédiaires étant quant à elles estimées par interpolation ou extrapolation. Pour la commune, le premier recensement exhaustif entrant dans le cadre du nouveau dispositif a été réalisé en 2007.

En 2022, la commune comptait 636 habitants, en évolution de +10,61 % par rapport à 2016 (Eure : −0,25 %, France hors Mayotte : +2,11 %).
| 1793  | 1800 | 1806  | 1821 | 1831 | 1836 | 1841 | 1846 | 1851 |
| ----- | ---- | ----- | ---- | ---- | ---- | ---- | ---- | ---- |
| 1 002 | 893  | 1 024 | 971  | 909  | 868  | 854  | 789  | 745  |

| 1856 | 1861 | 1866 | 1872 | 1876 | 1881 | 1886 | 1891 | 1896 |
| ---- | ---- | ---- | ---- | ---- | ---- | ---- | ---- | ---- |
| 736  | 721  | 676  | 624  | 598  | 576  | 558  | 504  | 462  |

| 1901 | 1906 | 1911 | 1921 | 1926 | 1931 | 1936 | 1946 | 1954 |
| ---- | ---- | ---- | ---- | ---- | ---- | ---- | ---- | ---- |
| 432  | 416  | 376  | 301  | 281  | 320  | 293  | 288  | 283  |

| 1962 | 1968 | 1975 | 1982 | 1990 | 1999 | 2006 | 2007 | 2012 |
| ---- | ---- | ---- | ---- | ---- | ---- | ---- | ---- | ---- |
| 284  | 267  | 294  | 337  | 424  | 404  | 458  | 465  | 501  |

| 2017 | 2022 | - | - | - | - | - | - | - |
| ---- | ---- | - | - | - | - | - | - | - |
| 596  | 636  | - | - | - | - | - | - | - |

## Culture locale et patrimoine

### Lieux et monuments

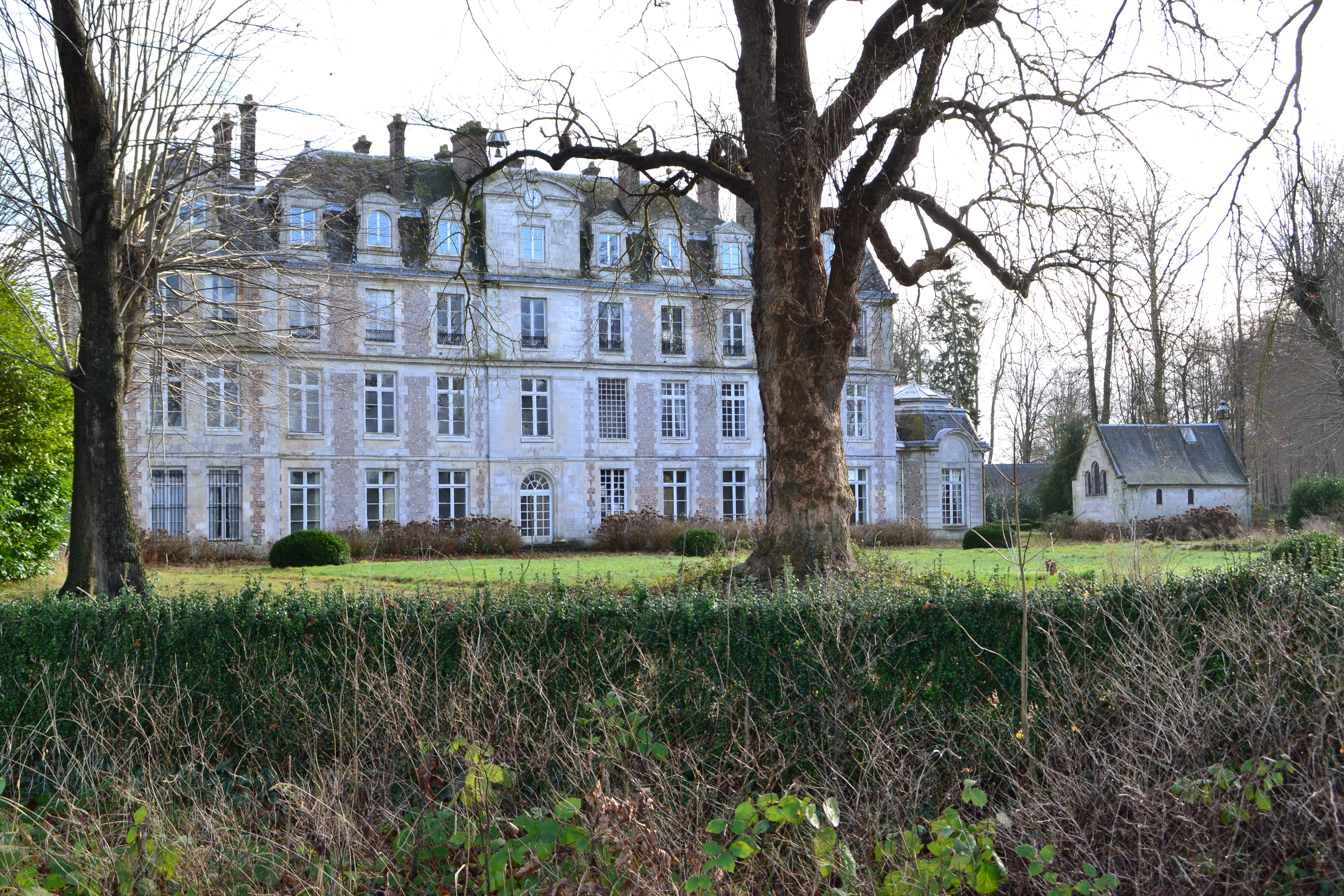
Le château de Brumare.

La commune de Brestot compte un édifice inscrit au titre des monuments historiques :
- le château de Brumare (XVIIe et XIXe)  Inscrit MH (1978)[24].

Par ailleurs, de nombreux autres édifices sont inscrits à l'inventaire général du patrimoine culturel :
- l'église Saint-Sauveur / Sainte-Marie (XIe, XIIe, XIVe, XVIIIe et XIXe)[25] ;
- le presbytère (XVIIIe)[26] ;
- une croix de cimetière du XVIIe siècle dans le cimetière de l'église Saint-Sauveur[27] ;
- deux manoirs : l'un du XVIIe siècle au lieu-dit les Roussettes[28], l'autre du XVIe siècle au lieu-dit le Quesney[29] ;
- cinq fermes : deux du XVIIIe siècle au lieu-dit les Godebouts[30],[31], une du XVIIIe siècle au lieu-dit les Bourguignons[32], une du XVIIIe siècle au lieu-dit le Mont Rôti[33] et une dernière du XVIIIe siècle au lieu-dit les Chèvres[34].

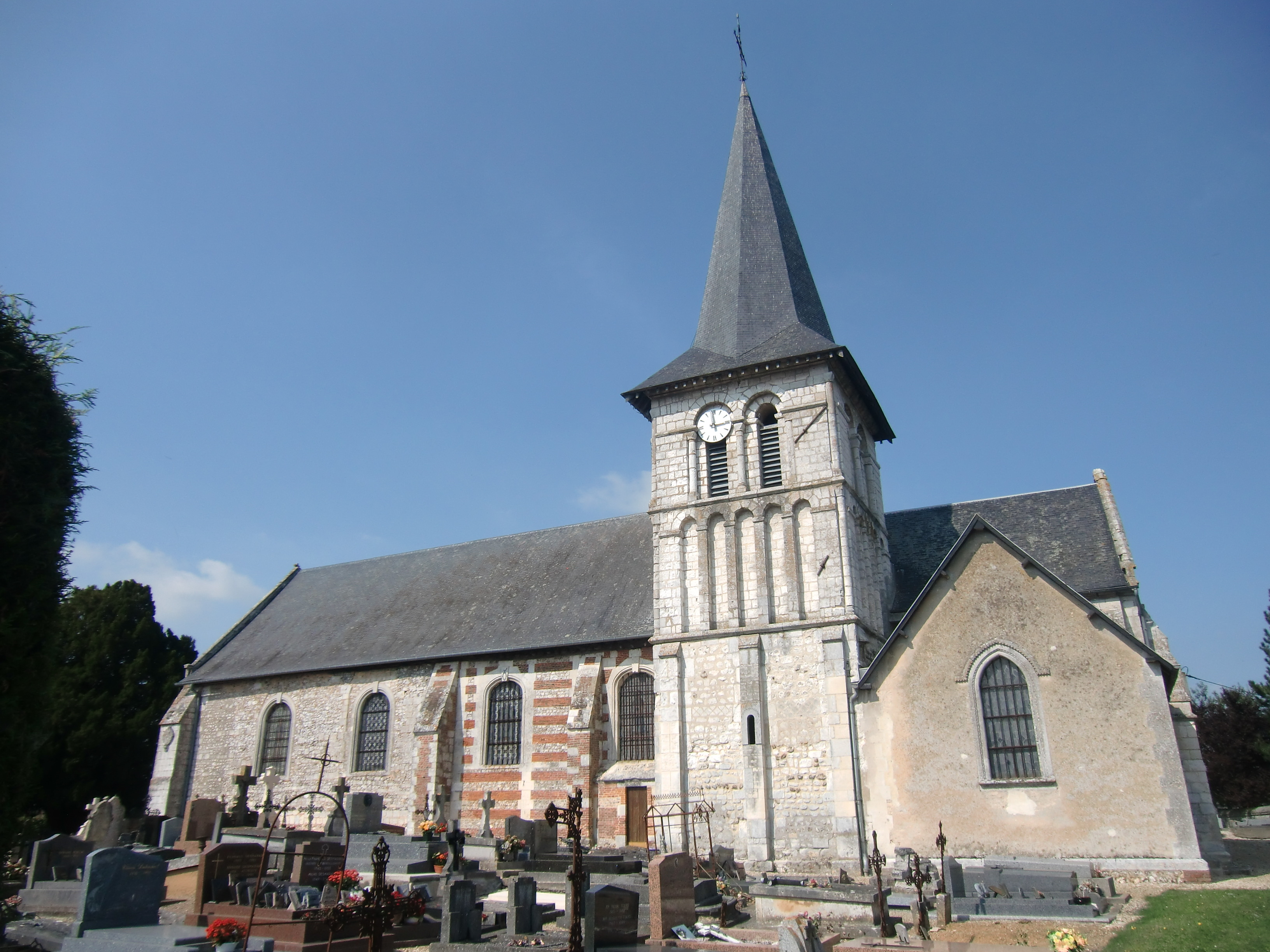
L'église.
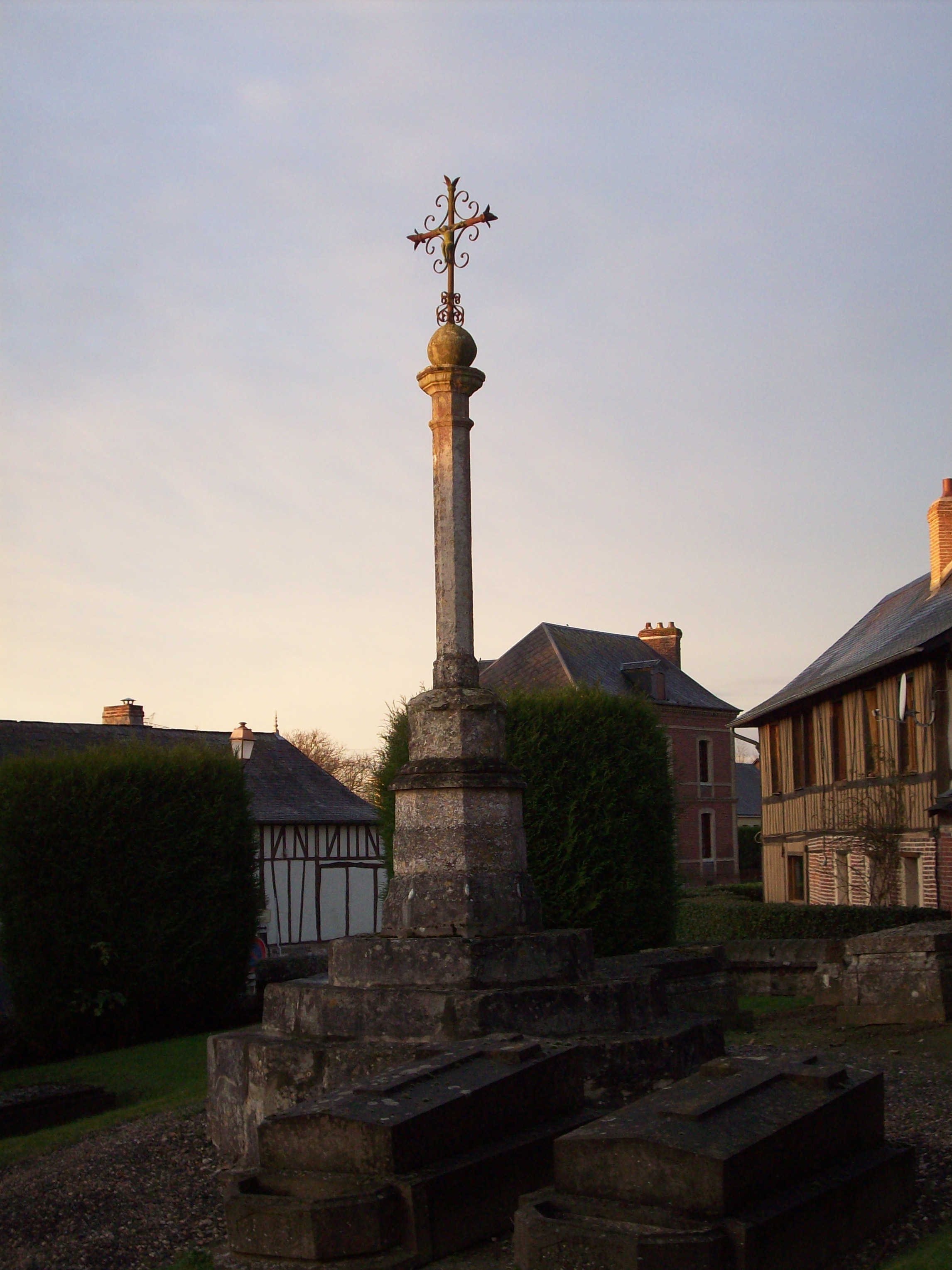
La croix de cimetière.

### Patrimoine naturel

#### ZNIEFF de type 1
- Le chêne à la Vierge[35].

#### ZNIEFF de type 2
- La vallée de la Risle de Brionne à Pont-Audemer, la forêt de Montfort[36].

### Personnalités liées à la commune
- Baptiste Renard (1768-1827), domestique de Dumouriez, héros de la bataille de Jemmapes, né à Brestot.
- Paul de Cossé Brissac, né au château familial et mort pour la France en 1918, fils du comte Charles de Brissac et le comtesse née de Pérusse des Cars, inhumée en octobre 1928 dans la commune .

### Héraldique
| Blason de Brestot | Blason  | Parti : au 1er d'azur à la Vierge à l'Enfant d'or, au 2e de sinople au château du lieu d'argent ouvert, ajouré et essoré de sable et au chef de gueules chargé de deux léopards d'or l'un au-dessus de l'autre ; enté de sable au bœuf arrêté d'or surmonté d'une gerbe de blé du même. |
| Blason de Brestot | Détails | Les deux léopards d'or des armoiries de Brestot rappellent les armoiries de la Normandie. |